# People v. Jovanovic
People v. Jovanovic („Das Volk gegen Jovanovic“) ist der Titel eines US-amerikanischen Gerichtsverfahrens aus dem Staat New York, das unter anderem bedeutende rechtliche Risiken für Sadomasochisten aufzeigt, die im Rahmen von SSC einvernehmliche Körperverletzung praktizieren. Die US-amerikanische Bestsellerautorin Linda Fairstein spielte in dem Verfahren in ihrer damaligen Funktion als Anklagevertreterin eine umstrittene Rolle. Das Verfahren warf bedeutende Fragen in der Beweisbewertung vor den Bestimmungen des US-amerikanischen Opferschutzgesetzes Rape Shield Law auf und hatte ein außergewöhnlich starkes Medienecho in der US-amerikanischen Öffentlichkeit.
Der 1966 geborene Oliver Jovanovic wurde 1996 in einem Strafverfahren beschuldigt, die 1976 geborene Jamie Rzucek einer sadomasochistischen Folter unterzogen zu haben, nachdem er sie kurz zuvor im Internet kennengelernt hatte. 1998 wurde Jovanovic zunächst für schuldig befunden und verurteilt, ein Berufungsverfahren führte jedoch 1999 dazu, dass dieses Urteil verworfen wurde, da Teile des E-Mail-Verkehrs zwischen den beiden Beteiligten innerhalb des Verfahrens vorschriftswidrig als Beweis ausgeschlossen worden waren. Jamie Rzucek verweigerte im Wiederaufnahmeverfahren die Aussage, so dass der Fall schließlich eingestellt wurde.

## Vorgeschichte
Im Sommer 1996 lernte die am Barnard College eingeschriebene Studentin Jamie Rzucek in einem Internet-Chatroom den an der Columbia University tätigen angehenden Mikrobiologen Oliver Jovanovic kennen. Sie tauschten mehrere E-Mails aus und telefonierten wiederholt miteinander. In den ausgetauschten Botschaften erwähnte Jovanovic Fotoaufnahmen des kontroversen Künstlers Joel-Peter Witkin, die Leichen als Motive hatten, und Rzucek beschrieb ihr Interesse an Snuff-Filmen. Am 22. November 1996 trafen sich die beiden zu einem gemeinsamen Abendessen und gingen anschließend in Jovanovics Wohnung, wo sie sich gemeinsam ein Video des Films Meet the Feebles anschauten.
Später behauptete Rzucek, dass sie im Anschluss hieran gegen ihren Willen von ihm für 20 Stunden festgehalten, gefesselt, geknebelt und auf unterschiedliche Weise sexuell missbraucht und gefoltert worden sei. Jovanovic beharrte darauf, dass alle Handlungen auf Einvernehmlichkeit zwischen den Beteiligten beruht hätten.
Nach diesen Geschehnissen tauschten die beiden weitere E-Mails aus. In einer dieser E-Mails schilderte Rzucek ihren Zustand so, dass sie zwar „… körperlich und geistig ziemlich zerschrammt, aber noch niemals so glücklich gewesen sei, lebendig zu sein.“ Weiterhin schrieb sie unter Verwendung eines Zitats aus Burroughs’ Naked Lunch: „Der Geschmack ist so überwältigend köstlich und zur gleichen Zeit ziemlich Übelkeit erregend.“
Kurz darauf erstattete Rzucek Anzeige bei der Polizei, nachdem sie sich zuvor mit Freunden und Familienangehörigen über die Geschehnisse unterhalten hatte. Linda Fairstein, Verantwortliche der Abteilung Sexualverbrechen im Büro des Bezirksstaatsanwaltes von Manhattan, leitete daraufhin ein Strafverfolgungsverfahren ein.

## Urteil und Folgen
Nach einer Geschworenenverhandlung vor dem Supreme Court, New York County, unter dem Vorsitz von William A. Wetzel, in deren Verlauf Rzucek sechs Tage lang aussagte, wurde Oliver Jovanovic am 29. Mai 1998 wegen Kidnappings, sexuellen Missbrauchs und Körperverletzung zu „15 Jahren bis lebenslänglich“ verurteilt. Rzucek hatte unter anderem ausgesagt, dass sie Jovanovic nie einen Hinweis auf ihr Interesse an sadomasochistischen Praktiken gegeben habe. Noch kurz vor der Entscheidung der Geschworenen weigerte sich Jovanovic, auf einen durch die Staatsanwaltschaft angebotenen Handel (plea bargain) einzugehen.
Der Fall hatte aufgrund seines sadomasochistischen Hintergrundes, aber auch, weil er das Thema elektronisches Onlinedating detailliert aufgriff, ein großes Echo in den amerikanischen Medien. Die New York Post titelte auf ihrer ersten Seite: „Cybersex Schach Folter“ – Die Verurteilung im Gerichtssaal von Richter William Wetzel ist der schlimmste Justizirrtum seit der Abschaffung des Lynchens. Andere Medien griffen die massive Kritik auf.
Nachdem er 20 Monate inhaftiert gewesen war, wurde Oliver Jovanovic im Dezember 2000 aus der Haft entlassen; während dieser Zeit hatte ihn ein Mithäftling angegriffen und seine Kehle aufgeschlitzt. Das zuständige Berufungsgericht, New York State Supreme Court, Appellate Division, First Department, stellte hierbei fest, dass der ursprüngliche Richter Vorschriften zur Befragung von Vergewaltigungsopfern bezüglich ihres sexuellen Vorlebens (sogenanntes rape shield law) falsch angewendet hatte. Das Gericht vertrat die Auffassung, dass insbesondere Auszüge aus E-Mails, in denen Rzucek ihre sadomasochistischen Interessen und Erfahrungen schilderte, nicht von der Beweiserhebung hätten ausgeschlossen werden dürfen. In einer dieser Nachrichten beschrieb sich Jamie Rzucek selbst als „drängender Bottom“ (eine unterwürfige Person, die ihren dominanten Partner dazu drängt, ihr größeren Schmerz zuzufügen), in einer anderen E-Mail als BDSM-„Sklavin“ ihres sadomasochistischen Freundes.

## Wiederaufnahme
Die Anklage legte gegen diese Entscheidung erfolglos Widerspruch ein und bot Oliver Jovanovic einen weiteren Handel an, den dieser ebenfalls ablehnte. Am Vorabend des Wiederaufnahmeverfahrens wurde bekannt, dass Rzucek nicht bereit war, erneut auszusagen, und der Fall wurde zurückgewiesen. Während des gesamten Verfahrens profitierte Jovanovic von einem weitreichenden und sehr aktiven Netzwerk von Unterstützern. Er gab später an, dass seine Verteidigungskosten sich auf über 500.000 US-Dollar beliefen.
Im Oktober 2004 reichte Jovanovic eine Zivilklage gegen die Stadt New York City ein. Er vertritt die Auffassung, dass die falschen Anschuldigungen seinen Ruf geschädigt haben und seine Ankläger über zuvor in anderem Zusammenhang seitens Rzucek ebenfalls fälschlich vorgebrachte Vorwürfe informiert gewesen seien. Die Klageschrift benennt in diesem Zusammenhang ausdrücklich die umstrittene ehemalige Anklägerin Linda Fairstein, die es nach ihrem Ausscheiden aus der Staatsanwaltschaft als Autorin autobiografisch geprägter Kriminalromane zur Millionärin gebracht hat.
Seit Ende 2005 arbeitet Jovanovic als Dozent für Bioinformatik an der Columbia University.